# Onozikho
Onozikho is een bestuurslaag in het regentschap Gunungsitoli van de provincie Noord-Sumatra, Indonesië. Onozikho telt 1072 inwoners (volkstelling 2010).